# Корчемный, Марат Александрович
Марат Александрович Корчемный (23 октября 1967, Липецк) — российский музыкант, бас-гитарист и бэк-вокалист рок-группы «Пикник».

## Биография
Родился 23 октября 1967 года в Липецке. Образование — инженер-сварщик. Первое, заочное знакомство с группой «Пикник» произошло в 1983 году благодаря магнитоальбому «Дым», произведшему на Марата сильное впечатление.

Впервые я услышал группу «Пикник» в 1983 году благодаря стремительному распространению самопальной записи, которую группа сделала в Питере на студии Тропилло. Эта запись сразу появилась во всей стране, и первое впечатление было, что это лучшая группа страны — честно говорю, не обманываю. Меня впечатлило звучание, которое очень сильно отличалось от всего того, чего можно было ожидать. Потому что в то время, сами понимаете, записаться было практически сложно-невозможно, а уж что там говорить о каком-то своём звучании, это даже в голову никому не приходило — об этом думать. Поэтому — вот такое было впечатление.
С 1984 по 1988 год участвовал в липецкой рок-группе «Наполеон Бонапарт». На становление Марата как музыканта оказали влияние такие коллективы, как «The Beatles», «Pink Floyd», «Black Sabbath», «AC/DC». Своим примером для подражания Марат также называет Тони Левина.
В 2000-м году, живя уже в Москве, Марат, будучи, по его словам, «старым, больным взрослым человеком», знакомится с Эдмундом Шклярским, предлагая ему помощь в организации концертов в Липецке и Москве. Затем Марат создаёт для группы официальный сайт , чуть позже — форум (впоследствии закрыт).
С 2003 года присоединяется к группе «Пикник» в качестве бас-гитариста и бэк-вокалиста, заменяя Славу Образцова. Играет на бас-гитарах Rickenbacker 4003 и Fender Jazz Bass. Также занимается монтажом и сценариями видеоклипов, созданием концертных DVD, видеорядов и медиа-начинки альбомов, антуражем сцены — словом, практически всей визуальной частью «Пикника». По словам коллег, Марат — главный романтик в группе, с ним никогда не бывает скучно.
С 2013 года занимается созданием видеорядов с элементами 3D-мэппинга. Впервые они были показаны в рамках уличного представления на 8-й Владивостокской Биеннале. На концертах «Пикника» 3D-мэппинг используется по настоящее время.
В 2014 году написал книгу «Пикник. 30 световых лет» об истории группы.